# Комплекс прямых
Комплекс прямых — это трёхмерное алгебраическое многообразие, заданное как пересечение грассманиана G(2, 4) (вложенного в проективное пространство P5 по Плюккеру) с гиперповерхностью. Оно называется комплексом прямых, так как точки G(2, 4) соответствуют прямым в P3, так что комплекс прямых можно понимать как трёхмерное семейство прямых в P3. Прямые этого семейства, проходящие через фиксированную точку, образуют конус, степень которого равна степени гиперповерхности, задающей комплекс. Линейный комплекс прямых и квадратичный комплекс прямых — это случаи, когда гиперповерхность имеет степень 1 или 2, в этих случаях комплекс прямых является рациональным многообразием.